# Camilo Augusto Maria de Brito
Camilo Augusto Maria de Brito (Ouro Preto, 1842 — ?) foi um político brasileiro.
Foi presidente da província de Goiás, de 6 de fevereiro a 3 de setembro de 1884.
Foi senador da República, advogado professor de Faculdade de Direito de Minas Gerais.